# Minosia
Minosia Dalmas, 1921 è un genere di ragni appartenente alla famiglia Gnaphosidae.

## Distribuzione
Le 13 specie note di questo genere sono state reperite in Africa settentrionale e centrale, paesi del Mediterraneo, Turkmenistan e Yemen: la specie dall'areale più vasto è la M. spinosissima rinvenuta in Francia, Spagna ed Israele.

## Tassonomia
Questo genere è sinonimo anteriore effettivo di Crosbyellum Strand, 1934, denominazione utilizzata solo perché si era ritenuto in modo erroneo che il nome Minosia era precedentemente occupato da Minosia Dunker, 1882, che invece altro non era che un lapsus per Minolia Adams, 1860, oggi Monilea (Minolia) Adams, 1860, sottogenere di gasteropodi della famiglia Trochidae, come mise in luce un lavoro dell'aracnologo Bonnet del 1956.
Non sono stati esaminati esemplari di questo genere dal 2011.
Attualmente, a novembre 2015, si compone di 13 specie ed una sottospecie:
1. Minosia assimilis Caporiacco, 1941 — Etiopia, Uganda
2. Minosia berlandi Lessert, 1929 — Congo
3. Minosia bicalcarata (Simon, 1882) — Yemen
4. Minosia clypeolaria (Simon, 1907) — Guinea-Bissau
5. Minosia eburneensis Jézéquel, 1965 — Costa d'Avorio
6. Minosia irrugata (Simon, 1907) — Guinea-Bissau
7. Minosia karakumensis (Spassky, 1939) — Turkmenistan
8. Minosia lynx (Simon, 1886) — Senegal
9. Minosia pharao Dalmas, 1921 — Egitto, Israele
  - Minosia pharao occidentalis Dalmas, 1921 — Algeria
10. Minosia santschii Dalmas, 1921 — Tunisia, Libia
11. Minosia senegaliensis Dalmas, 1921 — Senegal
12. Minosia simeonica Levy, 1995 — Israele
13. Minosia spinosissima (Simon, 1878)[3] — Spagna, Francia, Israele

### Specie trasferite
- Minosia cretica Roewer, 1928; trasferita al genere Callilepis Westring, 1874[1].